# Grammis
Os prêmios Grammis são concedidos pela indústria discográfica e entregues pelo  escritório sueco da Federação Internacional da Indústria Fonográfica (IFPI). Embora  seu nome possa confundir-se com os Grammys norte-americanos, trata-se de prêmios distintos, já que estes últimos são concedidos pela National Academy of Recording Arts and Sciences dos Estados Unidos.
A cerimônia de entrega de prêmios se realiza geralmente em fevereiro de cada ano, em Estocolmo.
Os  prêmios foram criados em 1969, e as cerimônias continuaram até 1972, quando foram canceladas. A partir de 1987, os Grammis passaram a ser novamente concedidos.
O troféu foi criado pelo renomado ourives sueco, Claës E. Giertta (Claes Giertha).